# Gladys Lengwe

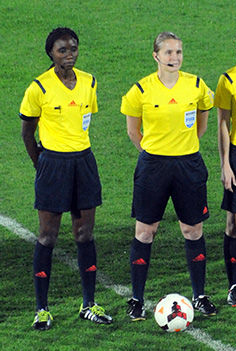
Lengwe und Esther Staubli beim Algarve-Cup 2015

Gladys Lengwe (* 6. Februar 1978) ist eine sambische Fußballschiedsrichterin.
Lengwe, die seit 2002 Spiele auf internationaler Ebene leitet, nahm im Juniorinnenbereich unter anderem an der U-17-Fußball-Weltmeisterschaft der Frauen 2014 teil. Bei der Fußball-Afrikameisterschaft der Frauen 2014 pfiff sie ein Gruppenspiel sowie das Finale zwischen den Mannschaften Nigerias und Kameruns. In der Folge nahm Lengwe am Algarve-Cup 2015 teil und wurde dort in zwei Spielen eingesetzt. Neben Thérèse Neguel und Lidya Tafesse Abebe wurde sie als eine von drei afrikanischen Schiedsrichterinnen für die Fußball-Weltmeisterschaft der Frauen 2015 nominiert und leitete dort das Gruppenspiel zwischen Deutschland und WM-Neuling Thailand. Im Oktober 2017 gehörte sie als eine von sieben Schiedsrichterinnen zum unterstützenden Schiedsrichterinnenteam bei der U-17-Fußball-Weltmeisterschaft 2017, womit erstmals Frauen bei einer WM der Männer zum Einsatz kamen. Sie wurde erstmals im Gruppenspiel der deutschen Mannschaft gegen Costa Rica als vierte Offizielle eingesetzt.
Im Dezember 2018 wurde sie für die Fußball-Weltmeisterschaft der Frauen 2019 in Frankreich nominiert.
Lengwe spricht neben ihrer Muttersprache Bemba fließend Englisch.